# Acchiappanuvole
Acchiappanuvole è un album del cantante italiano Mango, pubblicato il 19 settembre 2008 dall'etichetta Sony BMG.

## Il disco
L'album contiene le cover di alcuni famosi brani di artisti italiani quali Claudio Baglioni, Fabrizio De André, Lucio Battisti, e Francesco De Gregori. Tra le canzoni incluse vi sono Senza Pietà di Anna Oxa e anche alcuni successi degli anni 2000, come Luce (tramonti a nord est) di Elisa e La disciplina della Terra di Ivano Fossati. Inoltre compaiono nel disco due brani internazionali, ovvero Have You Ever Seen the Rain dei Creedence Clearwater Revival e Love di John Lennon. Il titolo dell'album è tratto da un verso del brano Ragazzo mio di Luigi Tenco, inserito nel disco come tredicesima traccia.
L'album è stato anticipato dal singolo La stagione dell'amore, entrato in rotazione radiofonica il 22 agosto 2008 e cantato in duetto con l'autore ed interprete originale del brano stesso, Franco Battiato.

## Il titolo
Il termine acchiappanuvole indica una persona interessata a cose inconsistenti. L'autore si è certamente ispirato al termine contenuto nella canzone Ragazzo mio di Luigi Tenco. 

## Tracce
CD Columbia 88697343822 (Sony BMG) / EAN 0886973438220
1. La canzone dell'amore perduto – 3:44 (Fabrizio De André)
2. Amore bello – 4:55 (Claudio Baglioni, Antonio Coggio) – feat. Claudio Baglioni
3. Dio mio no – 3:58 (Mogol, Lucio Battisti)
4. La stagione dell'amore – 3:53 (Franco Battiato) – feat. Franco Battiato
5. Senza pietà – 4:37 (Alberto Salerno, Claudio Guidetti)
6. Love – 3:31 (John Lennon)
7. I migliori anni della nostra vita – 4:25 (Maurizio Fabrizio, Guido Morra)
8. Luce (tramonti a nord est) – 4:09 (Elisa Toffoli, Zucchero Fornaciari)
9. Se perdo te – 3:21 (Sergio Bardotti, Paul Korda)
10. Quando – 3:54 (Pino Daniele)
11. La disciplina della Terra – 4:19 (Ivano Fossati)
12. La donna cannone – 4:57 (Francesco De Gregori)
13. Ragazzo mio – 4:29 (Luigi Tenco)
14. Have You Ever Seen the Rain – 3:26 (John Fogerty)

## Formazione
- Mango - voce, pianoforte
- Nello Giudice - basso
- Rocco Petruzzi - tastiera, programmazione
- Ernesto Vitolo - pianoforte
- Carlo De Bei - chitarra
- Giancarlo Ippolito - batteria
- Francesco Puglisi - contrabbasso
- Demi Laino - violino
- Luca Pincini - violoncello
- Settimo Savioli - tromba
- Roberto Schiano - trombone
- Pasquale Laino - sax alto
- Alessandro Tomei - sassofono tenore
- Laura Valente - cori

## Classifiche
| Classifica (2008) | Posizione massima |
| ----------------- | ----------------- |
| Italia            | 3                 |

### Classifiche di fine anno
| Classifica (2008) | Posizione |
| ----------------- | --------- |
| Italia            | 80        |